# بالن اشلنک

نمونه‌هایی از بالن و لوله اشلنک.

بالن اشلنک(به انگلیسی: Schlenk flask) یا لوله اشلنک(به انگلیسی: Schlenk tube) یک ابزار آزمایشگاهی می‌باشد که از یک بالن شیشه‌ای به همراه یک لوله جانبی ساخته شده‌است و برای تخلیه گاز یا ایجاد خلا از آن استفاده می‌شود.این ابزار شیشه‌ای معمولاً از جنس شیشه بوروسیلیکاتی ساخته می‌شود.